# Columbine High School
Die Columbine High School ist eine Sekundarschule im Schulbezirk des Jefferson County im US-Bundesstaat Colorado. Sie liegt in Columbine, einem Census-designated place in der Nähe von Littleton, einem Vorort Denvers.
Sie wurde im September 1973 gegründet und verabschiedete 1975 die erste Abschlussklasse. Im Jahr 1995 wurde die Schule einer größeren Renovierung unterzogen. Das Schulgebäude erstreckt sich über eine Fläche von 250.000 sq ft.
Weltweit bekannt wurde die Schule durch den Amoklauf zweier Abschlussklässler am 20. April 1999, bei dem zwölf Schüler und eine Lehrkraft getötet sowie 24 weitere Menschen verletzt wurden. Die beiden Täter nahmen sich anschließend in der Schulbibliothek das Leben.
Nach dem Amoklauf musste das Schulgebäude erneut renoviert werden, um sämtliche Schäden und Spuren zu beseitigen, die an die Tat erinnerten. Im Rahmen der Renovierung, deren Kosten sich auf 1,2 Mio. US-Dollar beliefen, wurde die Treppe zum Westeingang neu gestaltet, die ursprüngliche Bibliothek vollständig entfernt und die darunterliegende Cafeteria in ein zweistöckiges Atrium umgewandelt. Im Juni 2001 wurde die neue, durch Spendengelder finanzierte Bibliothek eingeweiht.
Seit dem Amoklauf musste die Schule bereits mehrmals wegen Gefährdungen durch potenzielle Nachahmungstäter oder aufgrund anonymer Bombendrohungen abgeriegelt bzw. evakuiert werden.
Die Columbine High School ist auch 20 Jahre nach der Tat ein Anziehungspunkt für Katastrophentouristen. Allein im Zeitraum von Juni 2018 bis Mai 2019 mussten Sicherheitskräfte der Schule rund 2.400 Unbefugte am Betreten des Schulgeländes hindern. Aufgrund der damit einhergehenden Gefährdung der Schüler zogen die Schulverantwortlichen in Erwägung, die Schule abzureißen und anderenorts neu zu errichten. Bei einer Umfrage in der Gemeinde im Jahr 2019 sprachen sich 60 Prozent der Befragten jedoch gegen einen Abriss aus, weshalb der Plan nicht weiterverfolgt wurde.

## Bekannte ehemalige Schüler
- Brooks Brown (* 1981), Überlebender des Amoklaufs am 20. April 1999 und Co-Autor des Buchs No Easy Answers: The Truth Behind Death at Columbine (2002)
- Sera Cahoone (* 1975), Musikerin
- Skip Ewing (* 1964), Country-Sänger und Songwriter
- Eric Harris (1981–1999), einer der beiden Täter des Amoklaufs am 20. April 1999
- Dylan Klebold (1981–1999), einer der beiden Täter des Amoklaufs am 20. April 1999
- Rachel Joy Scott (1981–1999), eines der Opfer des Amoklaufs am 20. April 1999